# セレムジャ川
セレムジャ川（セレムジャがわ、ロシア語: Селемджа, ローマ字表記の例: Selemdzha）はロシア極東のアムール州を流れる川で、アムール川の支流・ゼヤ川の左支流で、ゼヤ川最大の支流である。長さは647km、流域面積は68,600平方km。主な支流にウリマ川（Ульма, Ulma）とノラ川（Нора, Nora）がある。清朝時代は西林穆丹河と呼ばれていた。11月初めから5月初めまで凍結する。
オホーツク海のウダ湾に近いヤム＝アリニ山脈山中に発し、南西に向かって流れる。フェヴラルスクの西でバイカル・アムール鉄道が越えている。ゼヤ・ブレヤ平原を南西に流れるセレムジャ川は、やがて北西から流れてくるゼヤ川本流とノヴォキエフスキー＝ウヴァルで合流する。
ノラ川合流点までは航行も可能。上流の針葉樹林では金なども産する。